# Амиейра-ду-Тежу
Амиейра-ду-Тежу (порт. Amieira do Tejo)  —  район (фрегезия) в Португалии,  входит в округ Порталегре. Является составной частью муниципалитета  Низа. По старому административному делению входил в провинцию Алту-Алентежу. Входит в экономико-статистический  субрегион Алту-Алентежу, который входит в Алентежу. Население составляет 309 человек на 2001 год. Занимает площадь 102,44 км².
Покровителем района считается Иаков Зеведеев (порт. São Tiago Maior).